# Грозний (Побєденське сільське поселення)
Грозний (рос. Грозный; адиг. Пхъашэ) — хутір Майкопського району Адигеї Росії. Входить до складу Побєденського сільського поселення.
Населення —  670 осіб (2015 рік). 